# Наці (Дагестан)
Наци (рос. Наци) — село Акушинського району, Дагестану Росії. Входить до складу муніципального утворення Сільрада Нацинська.
Населення — 149 (2010).

## Населення
За даними перепису населення 2002 року в селі мешкало 160 осіб. В тому числі 71 (44,38 %) чоловік та 89 (55,63 %) жінок.
Переважна більшість мешканців — даргинці (100 % від усіх мешканців). У селі переважає сирхинсько-тантинська мова.
У 1959 році в селі проживало 644 особи.